# Wilhelm Schubert van Ehrenberg

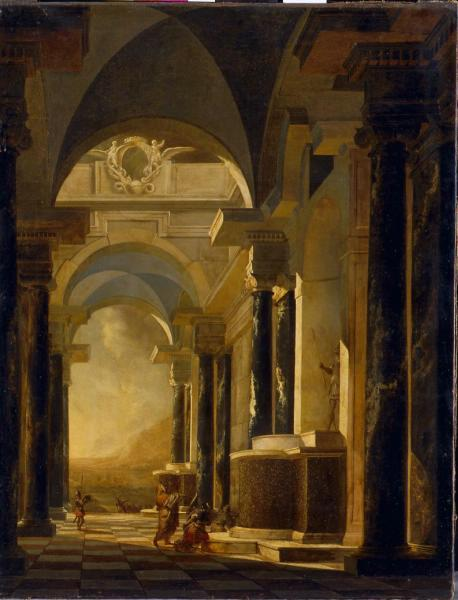
Ingang tot de tempel

Wilhelm Schubert van Ehrenberg of Willem Schubert von Ehrenberg en ook Wilhelm Schubert van Aerdenberch (Antwerpen of misschien Ehrenberg, 1630 of 1637 – Antwerpen, ca. 1676) was een Zuid Nederlands kunstschilder uit de baroktijd die voornamelijk actief was in Antwerpen en gespecialiseerd was in architectonische kerkinterieurs en fantastische schilderijen van kerken en renaissancepaleizen.

## Biografie
Waarschijnlijk geboren in Antwerpen (er is een anonieme bron die zijn geboorteplaats in Duitsland situeert) werd hij geregistreerd bij het Antwerpse Sint-Lucasgilde in 1662. Hij woonde de rest van zijn leven in Antwerpen. Men gaat ervan uit dat hij een reis naar Italië maakte, aangezien er tekeningen van zijn hand bestaan met Italiaanse onderwerpen.
De meerderheid van de schilderijen van Ehrenberg werden geschilderd tussen 1660 en 1670. Vaak werkte hij samen met andere kunstenaars, die de menselijke figuren of dieren toevoegden. Dit was een gangbare praktijk in het Antwerpen van die tijd. Zijn schilderijen zoals het Interieur van de Sint-Carolus Borromeuskerk te Antwerpen (1667, Koninklijke Musea voor Schone Kunsten van België, Brussel) benadrukken de barokke architectuur van de afgebeelde ruimte, maar zijn meer kunstmatig dan de werken van zijn tijdgenoten uit de Nederlandse Gouden Eeuw, zoals Pieter Jansz. Saenredam of Emanuel de Witte.
Zijn zoon Peter Schubert van Ehrenberg was ook een kunstenaar.
- Biografisch Portaal: 81481465
- Gemeinsame Normdatei: 139197737
- KulturNav: d992cc10-048c-4c0c-b84f-a2d246b463cd
- RKD-Nederlands Instituut voor Kunstgeschiedenis: 25721
- Union List of Artist Names: 500000189
- Virtual International Authority File: 95681798